# Mohamed Abbou (homme politique marocain)
Pour les articles homonymes, voir Mohamed Abbou et Abbou.
 (mai 2019).
Si vous disposez d'ouvrages ou d'articles de référence ou si vous connaissez des sites web de qualité traitant du thème abordé ici, merci de compléter l'article en donnant les références utiles à sa vérifiabilité et en les liant à la section « Notes et références ».
Mohamed Abbou (en arabe: محمد عبو), est né le 1er janvier 1959 à Taounate. Il a été nommé par le roi Mohammed VI, le 10 octobre 2013, ministre chargé du commerce dans le Gouvernement Benkiran II. Il a également été ministre chargé de la modernisation des secteurs publics du Maroc dans de le gouvernement Abbas El Fassi.                                                 

## Parcours
- Il est homme d'affaires, patron du Groupe Abbou & Fils, groupe spécialisé en industrie agroalimentaire.
- Il est le fils de Haj Mohamed Abbou, membre fondateur du Rassemblement national des indépendants.
- Il a été aussi vice président de la chambre des représentants (Maroc).
- Titulaire d'un diplôme d'ingénieur en industrie agroalimentaire de l'Institut agronomique et vétérinaire Hassan II de Rabat. Diplômé de l'école normale supérieure de Cachan et d'un doctorat en chimie analytique de l'Université d'Aix Marseille, il est professeur universitaire à la faculté des sciences et techniques de Fès depuis 1986.
- Député de la province de Taounate depuis 1997, il est membre du bureau exécutif du Rassemblement national des indépendants (RNI) depuis 2001, et préside la très influente commission nationale des investitures du parti depuis 2007. Il a également présidé le groupe parlementaire du RNI à la Chambre des représentants durant la précédente législature (2002-2007).
- Il est en outre président de la commune rurale de Beni Oulid (province de Taounate) depuis 1992[1], où il préside l'association locale de bienfaisance et copréside l'association "Goutte d'eau" de la province de Taounate.
- Le 15 octobre 2007,  il a été nommé ministre chargé de la modernisation des secteurs publics dans le Gouvernement Abbas El Fassi.
- Le 12 juin 2009, il est élu à 99.99% aux élections communales de 2009 dans la commune de Béni Oulid (Province de Taounate) dont il est président depuis 1992.
- Mohamed Abbou est marié et père de 2 enfants.